# STS-82
STS-82は、スペースシャトルディスカバリーの22回目の飛行、スペースシャトル計画の82回目のミッションである。アメリカ航空宇宙局が行うハッブル宇宙望遠鏡(HST)関係の2回目のサービスミッションで、望遠鏡の科学機器の修理や更新が行われた。オービタとしては最高の高度620kmに到達した。1997年2月11日にフロリダ州のケネディ宇宙センターから打ち上げられ、1997年2月21日にケネディ宇宙センターに帰還した。

## 乗組員
- 船長：ケネス・バウアーソックス （4度目）
- 操縦士：スコット・ホロウィッツ （2度目）
- ミッションスペシャリスト1：ジョセフ・タナー（英語版） （2度目）
- ミッションスペシャリスト2：スティーヴン・ホーリー（英語版） （4度目）
- ミッションスペシャリスト3：グレゴリー・ハーボー（4度目）
- ミッションスペシャリスト4：マーク・リー（英語版） （4度目）
- ミッションスペシャリスト5：スティーヴン・スミス（英語版） （2度目）

## ミッションの目的

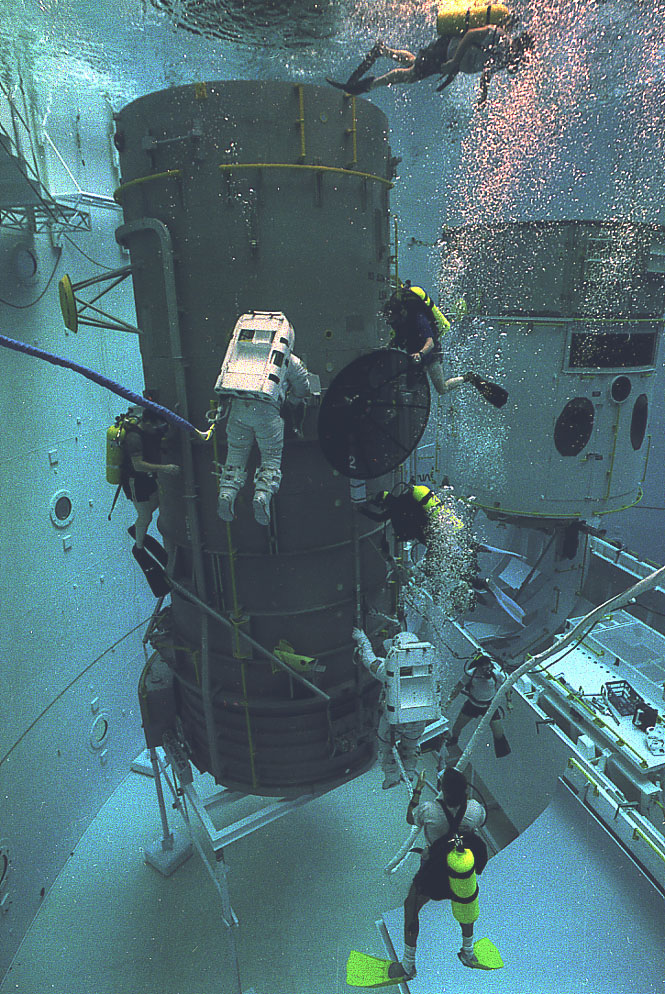
中立浮力シミュレータでHSTのモックアップを用いて訓練する宇宙飛行士

HSTは、1990年4月24日のSTS-31で軌道上に送られ、STS-61で1回目のサービスミッションが行われた。科学機器の能力向上が行われ、また1999年のSTS-103と2002年のSTS-109で次に予定されるサービスミッションまでの間機能をスムーズに保つようメンテナンスが行われた。
ミッションの3日目、2つの古い機器を回収し、2つの新しい機器を設置するための最初の宇宙遊泳が行われた。2つの古い機器は、ゴダード高解像度分光器と微光天体分光器であり、それぞれ宇宙望遠鏡撮像分光器(STIS)と近赤外線カメラ・多天体分光器(NICMOS)に置き換えられた。
新しい機器の設置に加え、他の既存のハードウェアの更新や修理も行われた。ファイン・ガイダンス・センサーが修理され、オープンリールはソリッドステートレコーダ(SSR)に置き換えられた。SSRはより柔軟性があり、オープンリールの10倍以上のデータを収録できる。4つのリアクションホイール(RWA)のうちの1つはスペアと取り換えられた。RWAは角モーメントを利用して、望遠鏡を望む方向に動かし、維持する。必要に応じて、3つの車輪のみを作動させて観測できるように、車軸の向きが決められる。持ち帰られた機器の研究は、宇宙に長期滞在（7年間）した機器という滅多にない研究材料を提供し、特に真空中での潤滑油が「素晴らしい状態」にあるということが発見された。

## ミッションの結果

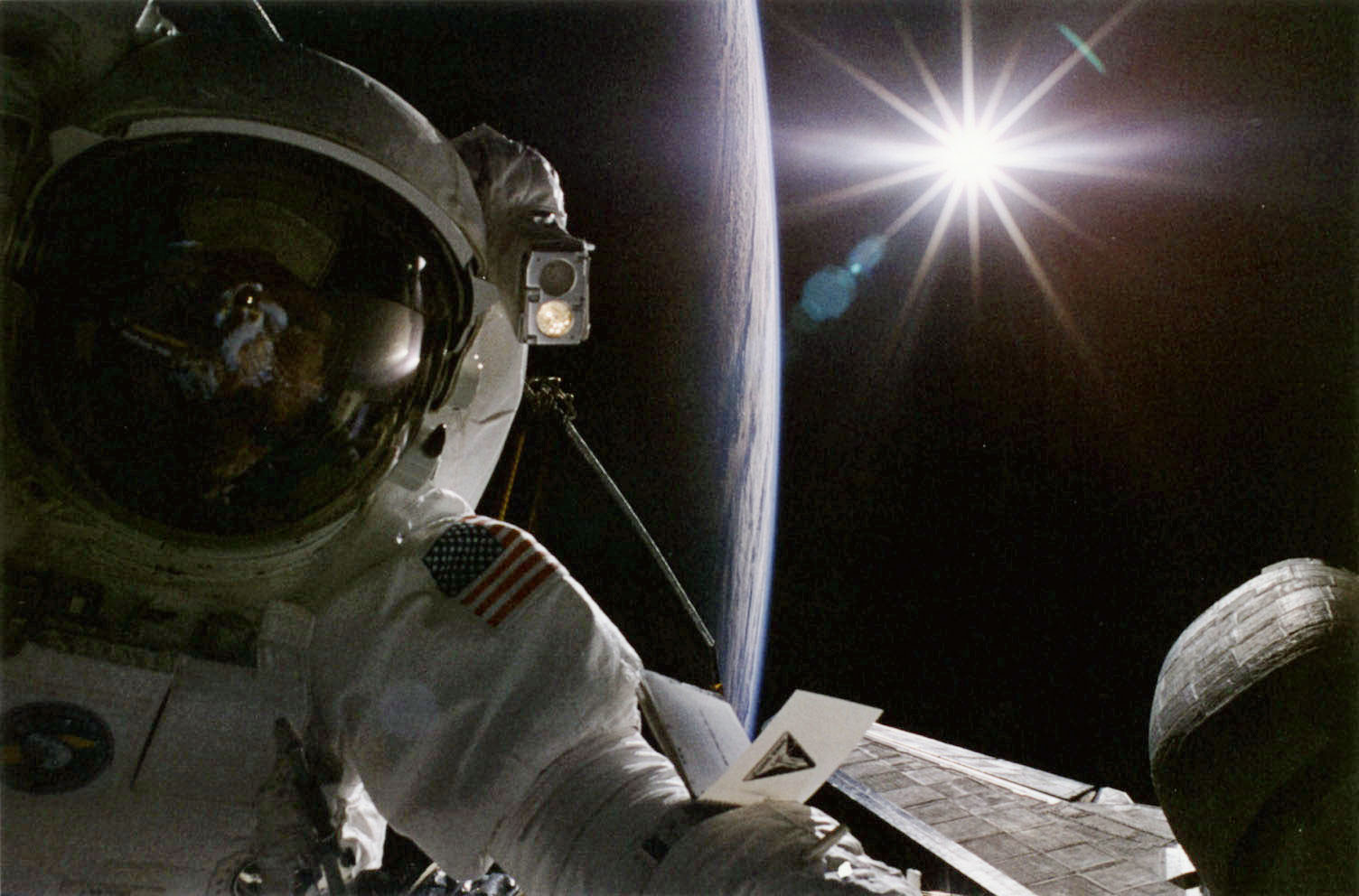
HSTをメンテナンスするタナー

STS-82は、軌道上を周回する宇宙船にサービスするというスペースシャトルの新たな能力を実証した。このミッションでは、4度の計画された宇宙遊泳でHSTの機器を更新し、最後に計画外の5度目の宇宙遊泳で機器の修理を行った。HSTは、15年間の予定運用期間のうちに定期的に更新することを前提に設計され、1993年12月のSTS-61ではその第一回が行われた。STS-31で望遠鏡の展開にも携わったスティーヴン・ホーリーは、STS-82でリモート・マニピュレーター・システムを操作して、2月13日3:34(EST)にHSTを回収し、30分後にはディスカバリーのペイロードベイ上空に位置させた。
150以上の道具と他の乗組員の支援を得て、リーとスミスは1回目、3回目と5回目の、ハーボーとタナーは2回目と4回目の宇宙遊泳を行った。1回目の宇宙遊泳は2月13日11:34(EST)に始まり、6時間42分行われた。ディスカバリーのエアロックを開ける際の減圧の突風でHSTの太陽電池の1つが予期せず揺れたが、損傷はなかった。リーとスミスは2つの機器を取り外し、新しい機器と取り換えた。STISは、超大質量ブラックホールについてさらに光を当てること、NICMOSは0.8-2.5μmの近赤外線領域で初めてのクリアな宇宙像を提供することが期待された。
2回目の宇宙遊泳は2月14日10:25(EST)に始まり、7時間27分行われた。ハーボーとタナーは、損傷したファイン・ガイダンス・センサーと失敗したテープレコーダーを新しいスペアと取り換えた。また、ファイン・ガイダンス・センサーの機能を向上させるOptical Control Electronics Enhancement Kitと呼ばれる新しい装置を設置した。この宇宙遊泳の間に、HSTの太陽側進行方向の側面の断熱材にひびや擦切れがあるのが発見された。
3回目の宇宙遊泳は2月15日9:53(EST)に始まり、7時間11分行われた。リーとスミスはData Interface Unitを好感し、さらにテープレコーダーをSSRに交換した。これによりデータの記録と再生が同時にできるようになった。さらに、リアクションホイールの1つが交換された。この宇宙遊泳の後、ミッションマネージャーは、5度目の宇宙遊泳を行って断熱材を修理することを決断した。
4回目の宇宙遊泳は2月16日10:45(EST)に始まり、6時間34分行われた。ハーボーとタナーは、太陽電池の位置を制御しているSolar Array Drive Electronicsを交換した。また、磁力計のカバーを交換し、望遠鏡の頂点下の遮光部分の周囲の2つの断熱領域に多層材料のサーマルブランケットを置きました。また、彼はHubbleの磁力計上のカバーを交換し、天板のすぐ下の望遠鏡の遮光部分の周囲の2つの断熱領域に多層材料の断熱ブランケットを設置した。この間、ホロウィッツとリーは、ミッドデッキで新しい断熱ブランケットを組み立てていた。
5回目の宇宙遊泳は5時間17分行われた。リーとスミスは、いくつかの断熱ブランケットを望遠鏡のサポートシステムモジュールセクションの上部にある3つの機器区画に取り付けた。この機器区画には、主要なデータ処理、電子機器、及び遠隔測定装置等が含まれていた。STS-82での宇宙遊泳は、合計33時間11分に及んだ。
ミッションの間、HSTの軌道を8マイル持ち上げるために操縦用ジェットが何度か点火された。2月19日1:41には、これまで最高となる620km×594kmの高度に置かれた。このミッションの間に行われた新しい機器や装置の当初のチェックでは、全てが名目通り動いていることが確認された。2つの新しい機器の校正に数週間かかり、最初の画像やデータが取得されたのは8－10週間後と予測された。

## 起床コール
NASAは、ジェミニ計画の頃から宇宙飛行士のために音楽をかけてきた。アポロ15号では、宇宙飛行士の起床のために初めて用いられた。曲は、しばしば家族によって特別に選ばれたもので、乗組員個人にとって特別な意味を持ったものか日々の活動にふさわしいものである。
| 日     | 曲                                  | 歌手/作曲家              |
| ------ | ----------------------------------- | ------------------------ |
| 2日目  | "Magic Carpet Ride"                 | ステッペンウルフ         |
| 3日目  | "These Are Days"                    | 10,000 Maniacs           |
| 4日目  | "Two Princes"                       | スピン・ドクターズ       |
| 5日目  | "ハイヤー・ラヴ"                    | スティーヴ・ウィンウッド |
| 6日目  | "The Packerena"                     | WMYX-FM                  |
| 7日目  | "Shiny Happy People"                | R.E.M.                   |
| 8日目  | "Dreams"                            | クランベリーズ           |
| 9日目  | "That Thing You Do"                 | The Wonders              |
| 10日目 | "Five Hundred Miles Away From Home" | リーバ・マッキンタイア   |
| 11日目 | "Born to Be Wild"                   | ステッペンウルフ         |